# 社会主義統一主義
社会主義統一主義（しゃかいしゅぎとういつしゅぎ、英:socialist unitarianism）とは、特に民主的な考えを否定し、社会主義に基づいて国家や地域を独裁する思想、政治形態のことである。
主にマルクス・レーニン主義や人民民主主義を掲げている。

## 歴史
社会主義統一主義は、冷戦中に東西ドイツや朝鮮半島といった社会主義と民主主義の対立分断国家の思想の一つとして生まれた。
朝鮮民主主義人民共和国などの国家では、分断国家の統一を目的として社会主義統一主義が掲げられた。
ドイツ民主共和国の与党であるドイツ社会主義統一党の一部の政治家たちは、この社会主義統一主義を主張し、押し進めていった。
朝鮮民主主義人民共和国ではいまだにこの社会主義統一主義を主張する者もいる。

## イデオロギー
社会主義統一主義は、基本的には社会主義による一党独裁、もしくは国家自体の独裁が主流で、選挙などは党内の政治家たちのみの選挙か、選挙自体が存在しない場合が多い。
社会主義独裁として、国家元首 (大統領、国家主席、最高指導者、書記長など) を中心として、党、社会主義国家が成り立っていくのが、社会主義統一主義である。